# Mistrzostwa Ukrainy w piłce nożnej (2007/2008)
Mistrzostwa Ukrainy w piłce nożnej - sezon 2007/2008 – XVII Mistrzostwa Ukrainy, rozgrywane systemem jesień – wiosna, w których 16 zespołów Wyszczej Lihi walczyli o tytuł Mistrza Ukrainy. Dublerzy występowali w osobnym turnieju. Persza Liha składała się z 20 zespołów. Druha Liha w grupie A liczyła 16 zespołów, a w grupie B - 18 zespołów.
- Mistrz Ukrainy: Szachtar Donieck
- Wicemistrz Ukrainy: Dynamo Kijów
- Zdobywca Pucharu Ukrainy: Szachtar Donieck
- Zdobywca Superpucharu Ukrainy: Szachtar Donieck
- start w eliminacjach Ligi Mistrzów: Szachtar Donieck, Dynamo Kijów
- start w Pucharze UEFA: Metalist Charków, Dnipro Dniepropietrowsk
- start w Pucharze Intertoto: Tawrija Symferopol
- awans do Wyszczej Lihi: Naftowyk-Ukrnafta Ochtyrka, Zakarpattia Użhorod
- spadek z Wyszczej Lihi: Ilicziwiec Mariupol, FK Lwów
- awans do Pierwszej Lihi: Kniaża Szczasływe, Komunalnyk Łuhańsk
- spadek z Pierwszej Lihi: Dnipro Czerkasy, CSKA Kijów, Stal Dnieprodzierżyńsk
- awans do Druhiej Lihi: Bastion Iljiczewsk, Desna-2 Czernihów, Dnipro-75 Dniepropietrowsk, Kniaża-2 Szczasływe, PFK Sewastopol-2
- spadek z Druhiej Lihi: Naftowyk Dolina, Hazowyk-ChHW Charków

## Rozgrywki ligowe
- Premier-liha (2007/2008)
- II liga ukraińska w piłce nożnej (2007/2008)
- III liga ukraińska w piłce nożnej (2007/2008)

## Kluby

### Wyszcza Liha
16 zespołów:
| - Arsenał Kijów - FC Charków - Czornomoreć Odessa - Dnipro Dniepropietrowsk - Dynamo Kijów - Karpaty Lwów - Krywbas Krzywy Róg - Metalist Charków | - Metalurh Donieck - Metałurh Zaporoże - Naftowyk-Ukrnafta Ochtyrka - Szachtar Donieck - Tawrija Symferopol - Worskła Połtawa - Zakarpattia Użhorod - Zoria Ługańsk |

### Persza Liha
20 zespołów:
| - CSKA Kijów - Desna Czernihów - Dnipro Czerkasy - Dnister Owidiopol - Dynamo-2 Kijów - Enerhetyk Bursztyn - Feniks-Iliczowiec Kalinine - Helios Charków - IhroSerwis Symferopol - Ilicziwiec Mariupol | - Krymteplycia Mołodiżne - FK Lwów - MFK Mikołajów - Obołoń Kijów - FK Ołeksandrija - PFK Sewastopol - Prykarpattia Iwano-Frankowsk - Stal Ałczewsk - Stal Dnieprodzierżyńsk - Wołyń Łuck |

### Druha Liha
34 zespołów podzielone na 2 grupy:
| Grupa А | Grupa B |
| --- | --- |
| - Arsenał Biała Cerkiew - Bukowyna Czerniowce - Dynamo-3 Kijów - Enerhija Jużnoukraińsk - Jedność Płysky - Karpaty-2 Lwów - Kniaża Szczasływe - FK Korosteń - Nafkom Browary - Naftowyk Dolina - Nywa Tarnopol - Nywa-Switanok Winnica - Obołoń-2 Kijów - Podillia-Chmelnyćkyj Chmielnicki - Roś Biała Cerkiew - Weres Równe | - Arsenał Charków - Chimik Krasnoperekopsk - Hazowyk-ChHW Charków - Hirnyk Krzywy Róg - Hirnyk-Sport Komsomolsk - Ilicziwiec-2 Mariupol - Jawir Krasnopole - Komunalnyk Łuhańsk - Kremiń Krzemieńczuk - Metałurh-2 Zaporoże - Olimpik Donieck - Olimpik Kirowohrad - Ołkom Melitopol - FK Połtawa - Szachtar Swierdłowsk - Szachtar-3 Donieck - Tytan Armiańsk - Tytan Donieck |

FK Krasiłów i Spartak Iwano-Frankowsk zrezygnowali z uczestnictwa jeszcze do startu rozgrywek.